# Dschahon Qurbonow
Dschahon Qurbonow (tadschikisch Ҷаҳон Қурбонов, russisch Джахон Абдусаидович Курбанов Dschachon Abdussaidowitsch Kurbanow, englisch Dzhakhon Kurbanov; * 12. Februar 1986 in Leninobod) ist ein tadschikischer Boxer. Qurbonow war Teilnehmer der Olympischen Spiele 2008 und 2012 und Bronzemedaillengewinner der Asienspiele 2010.

## Werdegang
Dschahon Qurbonow trat erstmals im Jahre 2005 im internationalen Boxgeschehen der Amateure in Erscheinung, als er mit 19 Jahren in Ho Chi Minh Stadt mit einem Sieg über Cho Deok Jin aus Südkorea Asienmeister im Mittelgewicht wurde.
Im Jahre 2007 startete er bei der Asienmeisterschaft in Ulaanbaatar eine Gewichtsklasse höher, im Halbschwergewicht, und verlor dort im Viertelfinale gegen Zhang Xiaoping aus China nach Punkten. Er kam damit auf den 5. Platz. Bei der Weltmeisterschaft des gleichen Jahres in Chicago siegte er in seinem ersten Kampf gegen Luis Gonzalez aus Venezuela nach Punkten, unterlag aber in seinem nächsten Kampf gegen Yerkabulan Schindijew aus Kasachstan durch Disqualifikation in der 4. Runde. Mit den Verlierern dieser Runde belegte er gemeinsam den 17. Platz.
Stark verbessert zeigte sich Dschahon Qurbonow beim ersten asiatischen Qualifikations-Turnier für die Olympischen Spiele in Peking 2008 in Bangkok. Er besiegte dort Song Hak-Sung aus Südkorea durch Abbruch in der 3. Runde, gewann dann über Tschingis Borbaschew aus Kirgisistan nach Punkten und erzielte auch über Zhang Xiaoping, gegen den er bei der WM 2007 noch verloren hatte, einen Abbruchsieg in der 3. Runde. Damit erkämpfte er sich die Startberechtigung bei den Olympischen Spielen in Peking.
In Peking hatte er einen hervorragenden Start, denn er schlug in seinem ersten Kampf sensationellerweise den Weltmeister von 2007 Abbos Atoyev aus Usbekistan nach Punkten und warf diesen damit aus dem Wettbewerb. Danach besiegte er auch Mario Sivolja aus Kroatien nach Punkten (8:1). Im Viertelfinale wurde er aber im Kampf gegen Yerkabulan Schinalijew aus Kasachstan in der 3. Runde disqualifiziert, womit er ausschied und auf den 5. Platz kam.
Im Dezember 2008 belegte er beim Welt-Cup in Moskau den 3. Platz. Er schlug dabei Nikolajy Grisunins aus Lettland nach Punkten und unterlag im Halbfinale gegen Weltmeister Abbos Atoyev nach Punkten, wobei bei Punktgleichstand von 9:9 die Hilfspunkte zur Ermittlung des Siegers herangezogen werden mussten.
2009 scheiterte Kurbomow im Schwergewicht (-91 kg) startend bei Weltmeisterschaften bereits in der Vorrunde an Vitalijus Subacius, Litauen (RSC 3.). Im Jahr darauf war er erfolgreicher und errang die Bronzemedaille bei den Asienspielen.
Bei den Asienmeisterschaften 2011 verlor Qurbonow bereits seinen ersten Kampf gegen Ihab Almatbouli, Jordanien (RSC 2.), und auch bei Weltmeisterschaften dieses Jahres kam er nicht über das Achtelfinale, welches er gegen Artur Beterbijew, Russland (AB 2.), verlor, hinaus.
Nach dieser Reihe von Misserfolgen entschied sich Qurbonow wieder ins Halbschwergewicht zu wechseln und nahm in dieser Gewichtsklasse am asiatischen Olympiaqualifikationsturnier in Astana teil, bei dem er das Finale gegen Sumit Sangwan, Indien erreichte (14:9 für Sangwan) und sich somit für die Olympischen Spiele 2012 qualifizierte, bei denen er jedoch bereits im ersten Kampf gegen Yahia El-Mekachari, Tunesien (16:8), ausschied.

## Internationale Erfolge
(Mi = Mittelgewicht, Hs = Halbschwergewicht, bis 75 kg bzw. 81 kg Körpergewicht)
- 2005, 1. Platz, Asienmeisterschaft in Ho Chi Minh Stadt, Mi, vor Cho Deok Jin, Südkorea;
- 2007, 5. Platz, Asienmeisterschaft in Ulaanbaatar, Hs, Sieger: Abbos Atoyev, Usbekistan vor Zhang Xiaoping, China;
- 2007, 17. Platz, WM in Chicago, Hs, Sieger: Abbos Atoyev vor Artur Beterbijew, Russland;
- 2008, 1. Platz, Qualif.-Turnier für die Olympischen Spiele 2008 in Bangkok, Hs, vor Zhang Xiaoping u. Tschingis Borbaschew, Kirgisistan;
- 2008, 5. Platz, OS in Peking, Hs, mit Siegen über Abbos Atoyev u. Mario Sivolja, Kroatien und einer Niederlage im Viertelfinale gegen Yerkabulan Schinalijew, Kasachstan;
- 2008, 3. Platz, Welt-Cup in Moskau, Hs, hinter Artur Beterbijew u. Abbos Atoyev